# Sainbu
Sainbu – gaun wikas samiti w środkowej części Nepalu w strefie Bagmati w dystrykcie Lalitpur. Według nepalskiego spisu powszechnego z 2001 roku liczył on 1789 gospodarstw domowych i 8337 mieszkańców (4094 kobiet i 4243 mężczyzn).